# Кладбинка
Кладбинка (каз. Кладбинка) — село в Жамбылском районе Северо-Казахстанской области Казахстана. Административный центр Кладбинского сельского округа. Код КАТО — 594643100. 

## География
Расположено между озёрами Кладбинка и Моховое.

## Храм
Функционирует Храм в честь святителя Тихона Задонского.

## Население
В 1999 году население села составляло 854 человека (401 мужчина и 453 женщины). По данным переписи 2009 года в селе проживало 660 человек (309 мужчин и 351 женщина).
По сведениям на 1 августа 2017 года в селе проживало 710 человек.